# Marc Aci Balb
Marc Aci Balb (Marcus Atius Balbus, 105 - 51 aC) va ser un polític romà de finals del període republicà, membre d'una família plebea.
Va ser pretor l'any 62 aC i va rebre el govern de Sardenya. L'any 59 aC va ser vigintivir per a establir la divisió de la terra a Campània. Provenia d'una família senatorial natural d'Arícia, ciutat del Laci. La seva mare, Pompeia Estrabó, era germana de Pompeu Estrabó, el pare de Pompeu Magne. Aci es va casar amb Júlia, la germana de Juli Cèsar, amb la qual va ser pare de tres filles, entre elles, Àcia, la mare del futur emperador August.